# دييغو سانشيز
دييغو سانشيز (بالإنجليزية: Diego Sanchez) هو فنان قتال مختلط أمريكي، ولد في 31 ديسمبر 1981 في ألباكركي في الولايات المتحدة.

## وصلات خارجية
- الموقع الرسمي
- دييغو سانشيز على موقع يو إف سي (الإنجليزية)
- دييغو سانشيز على موقع شيردوغ (الإنجليزية)
- دييغو سانشيز على موقع Tapology.com (الإنجليزية)
- دييغو سانشيز على موقع IMDb (الإنجليزية)
- دييغو سانشيز على موقع قاعدة بيانات الفيلم (الإنجليزية)